# Комитатенси
Комитатенси (на латински: comitatenses) са наричани военните части от полевите армии (комитати – comitatus) на късната Римска империя.

## Терминология
Комитатенси е мн.ч. на комитатенс – на латински: comitatensis, прилагателно образувано от съществителното комитат на латински: comitatus (означаващо „компания, придружители, свита“; във военен контекст придобило литературното значение „полева армия“), което произлиза от комита (на латински: Comes – 'компаньон', но в конкретния исторически контекст – военен или цивилен ръководител („водещ компанията“)).
Исторически с комитатенси се означават военните части на Римската армия (легиони и други), които не са разположени по границата, а във вътрешността на диоцеза. Разделянето на армията на полеви комитатенси (comitatenses) и гранични (limitanei) войски е започнало при Император Диоклециан (упр. 284 – 305), когато са сформирани първите големи Имперски армии-комитати(comitatus), и Римската армия е придобила структурата, описана в Нотиция Дигнитатум.
Тенденцията императорът да подчинява директно на себе си все по-голяма част от армията достига върха си при Константин Велики (упр. 312 – 337), чиито комитати са достигали до 100 хил. души, може би 1/4 от общата численост на армията тогава.
След смъртта на Константин през 337 г., тримата му синове – Константин II, Констанс и Констанций II, разделят империята помежду си, управлявайки на Запад (Галия, Британия и Испания), в Централната част (Италия, Африка и Балканите), и на Изток респективно. Всеки от тях получава дял от комитатите на баща си. Към 353 г. само Констанций II е все още жив, но изглежда всяка от 3-те армии комитати вече е перманентно базирана в съответния регион – едната в Галия, едната в Илирия и едната на Изток.  Регионалните армии-комитати-постепенно се увеличават на брой, като по времето на НД(ок. 400 г.), те стават 6 на Запад и 3 на Изток. Бройката съвпада с броя на граничните диоцези – на Запад: Британия, Трите Галии, Западна Илирия, Африка и Испания; на Изток: Източна Илирия, Тракия и Ориент (Oriens).

## Списък на частите с рангКомитатенси
Части, споменати в Нотиция Дигнитатум:

### Подчинени на западнияMagister Peditum(„Генерал на пехотата“)
1. Undecimani (формиран от Legio XI Claudia pia fidelis, Мизия);
2. Secundani Italiciani (сформиран от Legio II Italica, Африка);
3. Tertiani Italica (сформиран от Legio III Italica, Илирик);
4. Tertia Herculea, Илирик;
5. Secunda Britannica, Галия;
6. Tertia Iulia Alpina, Италия;
7. Prima Flavia Pacis, Африка;
8. Secunda Flavia Virtutis, Африка;
9. Tertia Flavia Salutis, Африка;
10. Secunda Flavia Constantiniana, Африка – Tingitania;
11. Tertioaugustani (Legio III Augusta);

### Подчинени наMagister Militum per Orientem(Магистър милитум на Ориента)
1. Quinta Macedonica (Legio V Makedoniq);
2. Septima gemina (Legio VII Gemina);
3. Decima gemina (Legio X Gemina);
4. Prima Flavia Constantia;
5. Secunda Flavia Virtuti, Африка;
6. Secunda Felix Valentis Thebaeorum;
7. Prima Flavia Theodosiana;

### Подчинени наMagister Militum per Thracias(Магистър милитум на Тракия)
1. Prima Maximiana Thebaeorum;
2. Legio III Diocletiana;
3. Tertiodecimani (Legio XIII Gemina?);
4. Quartodecimani (Legio XIV Gemina Martia Victrix?);
5. Prima Flavia gemina;
6. Secunda Flavia gemina.